# Arthur Fadden
Sir Arthur William Fadden (Ingham, 13 aprile 1894 – 21 aprile 1973) è stato un politico australiano,  tredicesimo premier del suo paese.

## Biografia
Figlio di un ufficiale di polizia presbiteriano, fu educato alla scuola statale e, mentre studiava, lavorò come impiegato. Divenne assistente del segretario comunale della città di Mackay. Successivamente, fu promosso Segretario comunale. Nel 1919 Fadden contribuì alla fondazione della lega di Rugby del Nord Queensland, nella quale esercitò la funzione di segretario fondatore. Nel 1920 aprì un ufficio contabile a Brisbane e a Townsville, riscuotendo un discreto successo. Sin dalla sua fondazione fu un attivista del partito agrario. 
Nel 1932 Fadden fu eletto per un mandato nell'assemblea statale del Queensland, ma nelle elezioni del 1935 perse il suo seggio. L'anno seguente vincendo un'elezione suppletiva riuscì a diventare parlamentare federale.  Fu uno schietto oratore e quando nelle primarie del 1940, che si tennero nel partito agrario per sostituire il dimissionario Archie Cameron, nessuno tra i due principali candidati, Earle Page e John McEwen, riuscì a prevalere, Fadden fu scelto come candidato di compromesso. Egli guidò il dicastero dei rifornimenti e sviluppo, quello per l'atmosfera e infine il ministero del Tesoro.
Nell'agosto del 1941, Robert Menzies si dimise da premier e il partito dell'Australia unita, alleato di governo degli agrari, si ritrovò privo di leader. Fadden, pur rappresentando il partito più piccolo della maggioranza conservatrice, fu chiamato dal Governatore Generale a guidare il governo in un momento critico per l'andamento del secondo conflitto mondiale. Ma due parlamentari indipendenti che sostenevano il governo, disgustati dalla cacciata di Menzies, decisero di votare contro la legge di bilancio presentata dal governo Fadden, che nell'ottobre 1941 dovette perciò rassegnare le dimissioni a favore del capo dell'opposizione laburista John Curtin, che diventò il nuovo Primo Ministro. Complessivamente il governo Fadden durò per 40 giorni e 40 notti.
Fadden continuò a dirigere dall'opposizione la coalizione conservatrice, guidandola alla pesante sconfitta elettorale del 1943, a seguito della quale consegnò la guida dell'opposizione a Menzies e al suo nascente partito liberale, che fu ufficialmente fondato nel 1945, continuando a guidare il partito agrario. Alla fine degli anni 40, Fadden divenne un acceso anti-comunista, spingendo Menzies, che dal 1949 era tornato alla guida del governo, a far approvare una legge che scioglieva d'autorità il Partito Comunista: legge successivamente abrogata dall'Alta Corte australiana.
Quando Menzies vinse le elezioni 1949, Fadden ricoprì nuovamente la carica di ministro del Tesoro, carica che conservò per otto anni. L'alta inflazione che imperversava nei primi anni cinquanta, costrinse il ministro del Tesoro a presentare alcune “finanziarie orribili”. Comunque Fadden si trovò ad esercitare le sue funzioni in un'epoca di forte boom economico, con nuove opportunità, particolarmente buone, per gli agricoltori che costituivano il bacino elettorale del suo partito. Egli fu un vice premier leale per Menzies. La sua visione estrema della politica si nascondeva dietro modi pubblici particolarmente gioviali che gli valsero il vezzeggiativo di  "Artie."  Fadden si ritirò dalla vita politica nel 1958 e visse tranquillamente il resto dei suoi giorni.
Fu membro della Massoneria.